# Missa (Tiensuu)
Missa is een compositie van de Fin Jukka Tiensuu.
Missa is geschreven voor klarinet en kamerorkest. Het heeft voorts de indeling van een mis (I. Introitus; II. Kyrie, III. Gloria, IV. Credo, V. Sanctus, VI. Agnus Dei, VII. Ite) maar de vraag zal altijd blijven of er een rechtstreeks verband is met de "klassieke" mis. Die is wel aanwezig in het deel Credo. Tijdens dit deel moeten de musici hun eigen "geloofsbelijdenis" fluisteren, eventueel in combinatie met hun instrument. De componist heeft nooit enige uitleg willen geven over zijn werken, hij vond de interpretatie van de luisteraar zonder voorkennis belangrijker, dan wat hij er in zag. Hij wilde eigenlijk ook nooit als componist genoemd worden, maar dat bleek in de muziekwereld een stap te ver. De partituur gaat vergezeld van een uitgebreid instructie hoe het werk uit te voeren.
De opdracht van het werk kwam van het Filharmonisch Orkest van Tampere en het Schots Kamerorkest. Beoogd solist was de klarinettist Kari Kriikku, die al eerder Puro (een ander werk voor klarinet en orkest) had uitgevoerd. Kriikku speelde dan ook de eerste uitvoering van Missa samen met het Schots Kamerorkest onder leiding van John Storgårds in Glasgow op 4 mei 2007.
Orkestratie:
- soloklarinet
- 2 dwarsfluiten, 2 hobo's, 2 klarinetten, 2 fagotten
- 2 hoorns, 2 trompetten
- 2 man/vrouw percussie (5 pauken, glockenspiel, crotales, tom-toms en grote trom)
- violen, altviolen, celli en contrabassen